# Laurocerasus ilicifolia
Laurocerasus ilicifolia là loài thực vật có hoa trong họ Hoa hồng. Loài này được (Nutt. ex Hook. & Arn.) M. Roem. mô tả khoa học đầu tiên năm 1847.